# Joana Josefa de Meneses
Joana Josefa de Meneses, condesa de Ericeira (Lisboa, 13 de septiembre de 1651 — ibídem, 26 de agosto de 1709) fue una aristócrata y escritora portuguesa. 

## Biografía
De Meneses era la única hija de Leonor Filipa de Noronha, una de las damas de la reina Luísa Francisca de Guzmán, y de Fernando de Meneses, segundo conde de Ericeira. A fin de preservar el título nobiliario en la familia Meneses, se casó con su tío paterno, Luís de Meneses, que fue tercer conde de Ericeira tras la muerte del hermano en 1699. El matrimonio tuvo dos hijos: Francisco Xavier de Meneses (1673-1743), más tarde cuarto conde de la Ericeira y Maria Magdalena de Meneses (1676-1735), que no se casó. 
De Meneses aprendió latín con el padre jesuita Antonio de Melo e italiano, francés y español con otros sacerdotes. Aprendió también retórica y poética. Se quedó viuda en mayo de 1690, cuando su marido se suicidó al arrojarse por una ventana del palacio donde vivían, tras un ataque de melancolía. En 1695, fue nombrada camarera mayor de palacio de Catalina Enriqueta de Braganza, entonces ya viuda de Carlos II de Inglaterra. Durante diez años, hasta el final de la vida de la reina, de Meneses desempeñó el cargo y, durante la regencia del reino por la reina debido a la ausencia de Pedro II, ella fue su asesora en los asuntos del Reino.

### "Pirilampo"
A fin de evitar la propagación por el pueblo portugués y brasileño de palabras consideradas malsonantes como caga-llama y caga-fuego, el sacerdote y lexicógrafo Rafael Bluteau impuso en su Vocabulario Portuguez y Latino el uso de la palabra vaga-llama para referirse al insecto luminiscente. Los primeros nombres citados se justifican porque el insecto enciende una luz en la parte posterior de su abdomen. De Meneses creó también un nombre para ese insecto, pirilampo, pensando en un anagrama construido a partir del griego (pyros=calor y lampis=luz), también con el mismo objetivo de Bluteau: evitar "nombres inmundos" en la lengua portuguesa.

## Obra

### Poesía
Todas sus obras se perdieron en el incendio tras el terremoto de Lisboa de 1755, y varias de ellas aparecen mencionadas en el segundo volumen de la Biblioteca Lusitana, de Diogo Barbosa Hacha:  
- Panegírico ao governo da sereníssima senhora Duquesa de Saboia Maria Joana Baptista (1680)
- Reflexões sobre a misericórdia de Deus em fórma de soliloquios (1694).
- Despertador de Alma ao sonho da vida, em voz de um advertido desengano (1695). Esta es la traducción de un poema en castellano, Despertador del alma al sueño de la vida en voz de un advertido desengaño compuesto de 300 octavas reales[1] publicado en Lisboa en 1695 en la imprenta de Manuel Lopes Herrera, publicado bajo el seudónimo de Apolinario de Almada.[4]

Su poesía tiene influencias gongorinas y la temática es la propia del Barroco.

### Teatro
Toda su producción dramática está perdida, solo se conservan los títulos: un auto sacramental, La contienda del amor divino y humano y dos comedias: El divino imperio del amor y El duelo de las finanzas.